# Hassan Isaac Korongo
Hasaan Isaac Korongo est un footballeur soudanais né le 28 février 1985.
Il a participé à la Coupe d'Afrique des nations 2008 avec l'équipe du Soudan.

## Carrière
- 2005- : Al Hilal Khartoum ( Soudan)

## Palmarès
- Champion du Soudan en 2006 et 2007 avec Al Hilal Omdurman